# Amazophrynella matses
Amazophrynella matses es una especie de anfibios de la familia Bufonidae.
Es endémica del departamento de Loreto (Perú).